# Sekundærrute 180
Sekundærrute 180 är en väg i Kronjylland, Himmerland och Vendsyssel i Danmark. Vägen går från stadsdelen Viby i sydvästra Aarhus på Jylland via ringleden Ring 2 och Randersvej till Randers, Hobro, Aalborg, Nørresundby, Sæby och slutar i Frederikshavn.
Vägen följer i stort sett den gamla motorvägen A10 mellan Aarhus och Fredrikshavn. A10 är nu ersatt av europavägen E45.
Väg 180 är med sin längd på cirka 190 km den längsta Sekundærrute.

## Trafikplatser
|  | Nr       | Namn   | Skyltning                                                              |
|  | -------- | ------ | ---------------------------------------------------------------------- |
|  | 12       |        | E 45 Aalborg,                                                          |
|  | motorväg | Sæby N | E 45 Frederikshavn                                                     |
|  |          |        | O Sæby C                                                               |
|  |          |        | O Sæby C                                                               |
|  |          |        | 541 Aså, Hals                                                          |
|  | motorväg | Sæby S | E 45 Frederikshavn,                                                    |
|  | motorväg | Sæby S | E 45 Aalborg                                                           |
|  |          |        | 553 Hjørring, Østervrå                                                 |
|  |          |        | 589 Præstbro, Voerså E 45 Aalborg, Frederikshavn                       |
|  |          |        | Dorf, Thorup E 45 Aalborg, Frederikshavn                               |
|  |          |        | 559 Hjallerup, Dronninglund, Brønderslev, Blokhus                      |
|  |          |        | Lyngdrup, E 45 Aalborg, Frederikshavn                                  |
|  |          |        | Uggerhalne, Grindsted (180 svänger)                                    |
|  |          |        | Langholt, E 45 Aalborg, Frederikshavn                                  |
|  |          |        | 583 Hals, E 45 Aalborg, Frederikshavn                                  |
|  |          |        | Bouet                                                                  |
|  |          |        | 190 Vestbjerg, E 39 Hirtshals, E 45 Aalborg, Frederikshavn, 11 Thisted |
|  |          |        | Lindholm, E 45 Aalborg, Frederikshavn                                  |
|  |          |        | E 45 Aalborg (endast norrgående)                                       |
|  |          |        | 55 Løkken, 11 Thisted                                                  |
|  |          |        | Hasseris, O1                                                           |
|  |          |        | Hasseris, 507 595 Hadsund, Egense                                      |
|  | motorväg |        | E 45 Aarhus, Frederikshavn (endast sörgående)                          |
|  |          |        | 187 Nibe, Gug E 45 Aarhus, Frederikshavn                               |
|  |          |        | Nibe                                                                   |
|  | motorväg |        | E 45 Aarhus                                                            |
|  | motorväg |        | E 45 Aalborg                                                           |
|  |          |        | 519 Nibe, E 45 Aalborg, Aarhus                                         |
|  |          |        | 519 Skørping, Hadsund                                                  |
|  |          |        | 535 Arden, Haverslev, 13 Viborg                                        |
|  |          |        | 541 Hadsund (180 svänger)                                              |
|  |          |        | 541 Års                                                                |
|  |          |        | 579 Skive                                                              |
|  |          |        | 555 Hadsund, Mariager                                                  |
|  |          |        | 555 Viborg                                                             |
|  | motorväg |        | E 45 Aalborg, Aarhus                                                   |
|  | motorväg |        | E 45 Aalborg, Aarhus                                                   |
|  |          |        | 507 Hadsund                                                            |
|  |          |        | 16 Viborg (180 svänger)                                                |
|  |          |        | (180 svänger)                                                          |
|  |          |        | 16 21 Grenå, Ebeltoft, 46 Silkeborg, E 45 Aalborg                      |
|  | motorväg |        | E 45 Aarhus                                                            |
|  |          |        | 511 Hadsten                                                            |